# 君のせい (the peggiesの曲)
「君のせい」（きみのせい）は、日本の3ピースロック・バンドthe peggiesの3枚目のシングルである。2018年11月7日にエピックレコードジャパンから発売された。

## 解説
表題曲「君のせい」はテレビアニメ『青春ブタ野郎はバニーガール先輩の夢を見ない』のために書き下ろされたもので、北澤は制作にあたり「（登場人物の）麻衣ちゃんと咲太の縮まっているようで縮まっていないような絶妙な距離感を描きたいなと思いました」と語っている。2018年8月23日に行われたワンマンライブで初披露され、同年10月4日には先行配信もスタートした。
期間生産限定盤と通常盤の2形態が発売されており、前者には田村里美による同アニメのイラストが、後者には小山健の漫画がジャケットに起用された。またMVは同アニメの舞台でもある湘南周辺で撮影が行われ、モデルの中島セナのほかオリジナルキャラクターの「君くん」が出演している。

## 収録曲
| 全作詞・作曲: 北澤ゆうほ。 |                                                                                  |            |            |                         |      |
| #                          | タイトル                                                                         | 作詞       | 作曲・編曲 | 編曲                    | 時間 |
| 1.                         | 「君のせい」(テレビアニメ『青春ブタ野郎はバニーガール先輩の夢を見ない』OPテーマ) | 北澤ゆうほ | 北澤ゆうほ | the peggies、川口圭太   | 4:24 |
| 2.                         | 「最終バスと砂時計」                                                             | 北澤ゆうほ | 北澤ゆうほ | the peggies、大久保友裕 | 5:16 |
| 合計時間:                  | 合計時間:                                                                        | 合計時間:  | 9:40       |                         |      |

| #  | タイトル                                                                                     | 作詞 | 作曲・編曲 |
| -- | -------------------------------------------------------------------------------------------- | ---- | ---------- |
| 1. | 「テレビアニメ『青春ブタ野郎はバニーガール先輩の夢を見ない』ノンクレジットオープニング映像」 |      |            |

## 収録アルバム
| 曲名     | アルバム             | 発売日       | 備考               |
| -------- | -------------------- | ------------ | ------------------ |
| 君のせい | 『Hell like Heaven』 | 2019年2月6日 | オリジナルアルバム |

## カバー
- Merm4id - 映画『青春ブタ野郎はおでかけシスターの夢を見ない』とのコラボ楽曲として、2023年8月3日にゲーム『D4DJ Groovy Mix』に追加収録[9]。